# 楊禹甸
楊禹甸（？—1652年1月17日（永曆五年十二月庚戌）），字向之，應天府溧水縣人，南明政治人物。

## 生平
楊禹甸是恩貢出身，在南寧考授國子學錄，歷任博士、學正，戶部山東司主事、員外郎。永曆五年（1651年）十二月朝廷商議移駕，他上陳甘心一死，說：「退一尺國土失一尺國土，守衛的將士灰心松懈，又如何守衛國土呢？」隨後言官承接，就停止此事。很快崑崙關失陷，楊禹甸先奉命到南寧徵收欠餉及督師，馬吉翔從新寧扈駕。他到達喬坂村無法前進，但南寧已失守，就徵用未解銀七十兩，封合關防，交付旅店主人；又用酒祭祀先人，與梁雲昇一同飲酒，說：「今夜晚還是大明酒。」酒後，他燒毀先人牌位，在燭光下寫作絕命詩，交給旅店主人說：「見到同僚時用銀交換。」次日，他穿著官服投水而死，屍體久久不僵硬。

## 引用
1. ↑  錢海岳《南明史·卷四·本紀第四》：（永曆五年十二月）庚戌，……太僕卿丁元相等扈駕，戰喬板村，死之。
2. 1 2  錢海岳《南明史·卷五十八·列傳第三十四》：（楊）禹甸，字向之，溧水人。恩貢。南寧考授國子學錄，歷博士、學正，戶部山東司主事、員外郎。朝議移蹕，疏陳甘心一死，言：「退尺失尺，守禦將士灰心怠懈，何以為國守寸土乎？」諸言官繼之，乃已。
3. ↑  錢海岳《南明史·卷四·本紀第四》：（永曆五年十二月）戊申，議移蹕，員外郎楊禹甸疏陳甘心一死，力諫西行，乃已。
4. ↑  錢海岳《南明史·卷五十八·列傳第三十四》：未幾，崑崙關失。禹甸先奉命徵欠餉赴南寧督師軍前，馬吉翔已自新寧扈駕。行之喬坂村，欲前不得，而南寧已失。乃以已徵未解銀七十兩，封以關防，付逆旅主人。設酒祭先人。與（梁）雲昇偕飲，曰：「今夜猶大明酒也。」酒罷，火先人位，燈下作絕命詩，付逆旅主人曰：「有同官至，以銀付之。」明日，正衣冠投水死，屍立不仆。